# Frank Bolick
Frank Charles Bolick (né le 28 juin 1966 à Ashland, en Pennsylvanie, aux États-Unis) est un joueur de baseball qui joue dans la Ligue majeure (MLB) en 1993 et 1998 et en Championnat du Japon de baseball (NPB) de 1999 à 2002.

## Carrière

### Ligues majeures
Frank Bolick est drafté en 23e ronde par les Expos de Montréal en 1985 mais ne signe pas avec l'équipe pour plutôt poursuivre sa carrière au Georgia Institute of Technology d'Atlanta. Il est réclamé au neuvième tour de sélection par les Brewers de Milwaukee en 1987. Alors en ligues mineures, il est échangé des Brewers aux Mariners de Seattle puis de ces derniers aux Expos de Montréal. C'est avec ces derniers qu'il fait ses débuts dans les majeures le 5 avril 1993. Il joue 95 parties pour Montréal à sa saison recrue et maintient une moyenne au bâton de ,211 avec quatre coups de circuit, 24 points produits et 25 points marqués.
De 1994 à 1998, il ne joue qu'en ligues mineures pour plusieurs équipes affiliées aux clubs du baseball majeur (Colorado, Pittsburgh, Cleveland et Anaheim). Il refait surface dans les majeures en 1998 alors qu'il dispute 21 matchs avec les Angels d'Anaheim.
Frank Bolick joue 116 parties dans les Ligues majeures en 1993 et 1998. Sa moyenne au bâton en carrière est de ,202 avec 52 coups sûrs dont cinq circuits. Il compte 26 points produits et 28 points marqués.

### Japon
Bolick s'aligne avec les Chiba Lotte Marines de la NPB au Japon de 1999 à 2002. 